# Estación Huinca Renancó
Huinca Renancó es una estación ferroviaria ubicada en la localidad del mismo nombre, departamento General Roca, Provincia de Córdoba, Argentina.

## Servicios
Pertenece al Ferrocarril General San Martín de la red ferroviaria argentina, en el ramal que une las estaciones de Rufino - Monte Comán. También, se desprende un ramal a Realicó.

## Historia
La mayor parte de los pueblos del interior surgieron a la vera del ferrocarril. Este también es el caso de Huinca Renancó, inaugurada el 1º de diciembre de  1901 con la llegada del Ramal "Buenos Aires al Pacífico", donde lo primero en construirse por esos lares fue la estación. En 1884 se inauguró oficialmente el primer tramo del ferrocarril Buenos Aires al Pacífico, comprendido entre Mercedes y Chacabuco provincia de Buenos Aires. Uno de los ramales más importantes de esta empresa será la que unirá a la ciudad de Rufino provincia de Santa Fe, con Buena Esperanza provincia de San Luis, que atravesará de este a oeste en la provincia de Córdoba, comunicando entre sí las futuras localidades del límite con la provincia de La Pampa.
Las estaciones dentro de la provincia de Córdoba serán Pincén, Ranqueles, Huinca Renancó y Cañada Verde. Fue así como el departamento General Roca vio entrar en su jurisdicción los rieles del ferrocarril Buenos Aires al Pacífico. “Hubo algunos problemas climáticos como lluvias torrenciales que provocaron inundaciones, retrasando los trabajos de la empresa que debe improvisar alcantarillas para el paso del agua” (así lo recuerda Francisca.)
Fue así como el primero de diciembre de 1901 llegó por primera vez el tren de la estación a Huinca Renancó, quedando así inaugurada con un sencillo acto. La máquina pionera llegaba a los jefes de la compañía y a algunas autoridades nacionales, es destacar que la estación era de tercera categoría como casi todas las del ramal pero al cabo de algunos años resultó insuficiente.
A pocos años de habilitarse la estación en Huinca Renancó su accionar era muy importante en la línea del ferrocarril Buenos Aires al Pacífico.
En la década de 1910 a 1920 el ferrocarril construyó para la región el medio más efectivo y rápido de transporte de mercadería, materiales y personas. También le dio renombre a Huinca Renancó lo que favoreció la colonización de estas tierras.
Fue allá por los inicios del 1900; el edificio había quedado incómodo para los proyectos de redes viales. Dos jóvenes ingenieros ingleses se opusieron a derrumbarlo. En cambio, propusieron sacarlo y, cavando hasta los cimientos, pusieron en marcha un sistema de rodillos y palancas para mover la construcción.
Es así que a poco de ser fundado como pueblo, Huinca Renancó asistió a un espectáculo insólito: "Se comenzaron a cavar zanjas hasta que quedaron a la vista los cimientos en línea norte a sur, colocaron durmientes que cruzaron en forma perpendicular y cinco líneas de rieles por debajo de los cimientos sobre el camino donde la estación debería ir ‘rodando’ hacia su nuevo destino, unos 15 metros más al sur".
A inicios de 1908 se habilitó el nuevo ramal con la estación ya cambiada de lugar, en tanto que se comenzó con la construcción de la actual estación, que se ubica a unos 80 metros hacia el oeste y que fue habilitada años después donde funciona hoy el Museo Municipal. En el año 1900 fue inaugurada la estación, por parte del Ferrocarril Buenos Aires al Pacífico.